# باب اسفنجی شلوار مکعبی: انتقام از داچمن پرنده
باب اسفنجی شلوار مکعبی: انتقام از داچمن پرنده یک بازی ویدیویی بر اساس مجموعه انیمیشن باب اسفنجی شلوار مکعبی است که توسط وکریس ویژن و بیگ اسکای اینتراکتیو تولید و توسط تی اچ کیو برای کنسول های بازی خانگی ویدئویی گیم کیوب و پلی استیشن ۲ و گیم بوی ادونس منتشر شده است. این آخرین بازی بود که توسط بیگ اسکای اینتراکتیو. توسعه داده شد. این بازی در اواخر سال ۱۳۸۱ در آمریکای شمالی منتشر شد ، در حالی که در اروپا در سال ۱۳۸۲ منتشر شد.

## طرح

### نسخه کنسول خانگی
یک روز ، باب اسفنجی از خواب بیدار می شود و شروع به بازی کردن با گری می کند و حلزون را به سمت حفاری صندوق گنج سوق می هد . باب اسفنجی دریچه را باز می کند و یک بطری پیدا می کند ، که با مالیدن آن ، دوبلون تمام قسمت بیکینی آزاد می شود و داچمن پرنده را آزاد می کند. داچمن پرنده به باب اسفنجی می گوید که او گری را برای ابد بردن کشتی خود به خاطر حفاری او خواهد برد. پس از ترک مختصر برای بررسی کشتی خود ، او این قول را عمل می کند.
باب اسفنجی برای بازیابی کاشی نامه ها از هفت مکان مختلف سفر می کند. در هر کدام نه نفر وجود دارد که نام او را هجی می کنند و هر مجموعه به یک گنج منتهی می شود. این گنجینه ها ، همان‌طور که در یکی از کتاب های اختاپوس بود مورد "چگونه روح شرور را شکست دهیم" توضیح داده شده است ، دارایی شخصی از زمان زنده بودن هلندی است ، که ظاهراً می تواند او را تضعیف کند. طبق این کتاب ، جمع آوری هر هفت مورد باعث می شود که باب اسفنجی از طلسم هیپنوتیزم مرد هلندی مصون بماند و به او اجازه دهد برای نجات پایین بیکینی مبارزه کند.
برای جمع آوری کاشی ها ، باب اسفنجی باید مجموعه ای گسترده از چالش ها و ماموریت ها را برای شخصیت های دیگر مانند تحویل غذا برای آقای خرچنگ در بیکینی باتم ، تعمیر آنتن تلویزیون پاتریک ، کمک به سندی پس از دادن گنبد درختی خود از زنبور ها را انجام دهد. یک کندوی عسل (که او اشتباه یک بلوط را به عنوان هدیه آورده است) ، آوردن غذای پاتریک ، برنده شدن در یک مسابقه ماهیگیری ، شکست دادن تمام بازی ها در در پارک تفریحی جدید پلانکتون "چام ورلد" ، کمک به سندی در تمیز کردن زباله ها ، معده پاتریک را درمان می کند ، پلانکتون و شکست دادن لری خرچنگ دریایی در یک مسابقه کاراته.
در حالی که باب اسفنجی به تلاش خود ادامه می دهد و از قدرت هلندی به‌طور فزاینده ای نفوذ پذیر نمی‌شود ، هلندی دیگر دوستان خود را می رباید (که ظاهراً از سخت کوشی گری برخلاف خدمه قدیمی اش بسیار راضی است) و بیکینی پایین را وحشت زده می کند. این اوج با تلاش برای قتل SpongeBob با انداختن جعبه ها و بشکه های سنگین به خانه‌اش ، مجبور کردن وی به فرار می شود. او در قبرستان هلندی پیچ می خورد و در آنجا به دزدان دریایی ناراضی هلندی کمک می کند تا در ازای استفاده از توپ های خود سهم "غنیمت" (یعنی دوبل) را بدست آورند و هفتمین و آخرین گنج را جمع آوری کند.
باب اسفنجی با اعتقاد به خود که اکنون از هلندی در امان است ، سوار کشتی مرد هلندی می شود و دوستانش را نجات می دهد ، اما با هلندی روبرو می شود. کوکی او توسط راوی دانای کل خرد می شود ، که به او اطلاع می دهد که کتاب اسکویدوارد منسوخ است و نسخه جدید توضیح می دهد که او بیشتر از جادوی هلندی مصون است ، اما نه کاملاً. او به هر حال به مبارزه با هلندی ادامه می دهد و پیروزی او با مکیدن دوباره هلندی در بطری او تقویت می شود. پس از آن ، هنگامی که کشتی هلندی آتش می گیرد ، باب اسفنجی با دوستان خود با یک قایق پرنده فرار می کند تا در رستوران آقای چرخنگ جشن بگیرد.

## گیم پلی
نسخه های کنسول خانگی از گیم پلی پلتفرم استفاده کرده است. بازی به عنوان باب اسفنجی ، چندین توانایی در طول بازی کسب می کند که برای پیشرفت لازم است. بازیکن می تواند با وارد کردن چادرهای برپا شده در هر سطح ، بین توانایی های خود جایگزین کند. در طول هر سطح ، بازیکن باید کاشی نامه ها را پیدا و جمع آوری کند. پس از اتمام هر سطح ، بازیکن باید یک جورچین حل کند که تصویری از مکان قرارگیری گنج بعدی را تشکیل می دهد ، هر بار که اتفاق می افتد باب اسفنجی یک میله غواصی دارد که به او می گوید اگر او (و بازیکن) نزدیک باشد.

## بازخورد
| گردآورنده  | امتیاز        | امتیاز  | امتیاز      |
| گردآورنده  | گیم بوی ادونس | گیم‌کیوب | پلی‌استیشن ۲ |
| ---------- | ------------- | ------- | ----------- |
| گیم‌رنکینگز | ۷۵%           | ۷۲%     | ۵۳%         |
| متاکریتیک  | ۷۱/۱۰۰        | ۶۶/۱۰۰  |             |

| ناشر   | امتیاز        | امتیاز  | امتیاز      |
| ناشر   | گیم بوی ادونس | گیم‌کیوب | پلی‌استیشن ۲ |
| ------ | ------------- | ------- | ----------- |
| گیم‌زون | ۷.۳/۱۰        | ۷.۵/۱۰  |             |
| آی‌جی‌ان |               |         | ۴/۱۰        |